# 太和寺
香港太和寺（泰語：วัดเมฆธรรมวนาราม，英語：Hong Kong Wat Mekthumvanaram 或 Wat Tai Wo 或 Wat Mak Tham Vanaram），位於香港新界太和半春園村51號，成立於九十年代。為泰國政府、皇室及僧皇認可的香港三間泰國寺之一。傳揚南傳佛教及泰國佛教。

## 寺名
泰文羅馬體拼音Wat 的意思是寺、廟、寺廟、寺院。Mekthumvanaram 是複合詞，由Mekh 或 Makh，意思是雲，Thum 通 Tham ，巴利語是Dhamma, 泰語是 Tham，即是法。vanaram 指園林之意。全名是雲法林。但由於座落在太和的半山，港人稱為太和寺。

## 歷史
太和寺原址是大乘佛教道場，由海法師在1953年創建。後有居士把道場供養給泰國法宗派僧團，九十年代成立太和寺，二千年時前後，其中一間屋的業主讓出業權，當時的太和寺僧團決定集資有緣眾，把石屋業權買下。